# Championnat de Suisse de football 1940-1941
Navigation
Édition précédente Édition suivante
La 44e édition du championnat de Suisse de football est remportée par le FC Lugano pour la deuxième fois de son histoire.
Le BSC Young Boys termine deuxième. Le Servette FC complète le podium. 
Le système de promotion est le suivant : montée de deux clubs par match de barrage pour les premiers des trois groupes de deuxième division. Aucune relégation n'est mise en œuvre, le Championnat de Suisse de football 1941-1942 passant à quatorze clubs.  Les promus pour la saison 1941-1942 sont le FC Zurich et le FC Cantonal Neuchâtel.
Alessandro Frigerio, joueur du FC Lugano finit meilleur buteur du championnat avec 26 buts.

## Les clubs de l'édition 1940-1941
| Club                    | Ville             |
| ----------------------- | ----------------- |
| BSC Young Boys          | Berne             |
| Grasshopper-Club Zurich | Zurich            |
| FC Biel-Bienne          | Bienne            |
| FC Granges              | Granges           |
| FC La Chaux-de-Fonds    | La Chaux-de-Fonds |
| FC Lucerne              | Lucerne           |
| FC Lugano               | Lugano            |
| FC Nordstern Bâle       | Bâle              |
| FC Saint-Gall           | Saint-Gall        |
| Lausanne-Sports         | Lausanne          |
| Servette FC             | Genève            |
| Young Fellows Zurich    | Zurich            |

## Compétition

### Classement
Le classement est établi sur le barème de points classique (victoire à 2 points, match nul à 1, défaite à 0).
| Rang | Équipe                  | Pts | J  | G  | N | P  | Bp | Bc | Diff |
| ---- | ----------------------- | --- | -- | -- | - | -- | -- | -- | ---- |
| 1    | FC Lugano               | 37  | 22 | 17 | 3 | 2  | 57 | 16 | +41  |
| 2    | BSC Young Boys          | 35  | 22 | 15 | 5 | 2  | 50 | 9  | +41  |
| 3    | Servette FC             | 33  | 22 | 15 | 3 | 4  | 55 | 27 | +28  |
| 4    | Grasshopper-Club Zurich | 29  | 22 | 13 | 3 | 6  | 46 | 31 | +15  |
| 5    | Lausanne-Sports         | 24  | 22 | 11 | 2 | 9  | 34 | 17 | +17  |
| 6    | FC Granges              | 24  | 22 | 8  | 8 | 6  | 36 | 28 | +8   |
| 7    | FC Nordstern Bâle       | 16  | 22 | 6  | 4 | 12 | 30 | 57 | -27  |
| 8    | Young Fellows Zurich    | 15  | 22 | 5  | 5 | 12 | 27 | 36 | -9   |
| 9    | FC Lucerne              | 14  | 22 | 5  | 4 | 13 | 26 | 52 | -26  |
| 10   | FC Biel-Bienne          | 14  | 22 | 5  | 4 | 13 | 23 | 48 | -25  |
| 11   | FC La Chaux-de-Fonds    | 12  | 22 | 5  | 2 | 15 | 35 | 54 | -19  |
| 12   | FC Saint-Gall           | 11  | 22 | 5  | 1 | 16 | 26 | 70 | -44  |

|  | Champion de Suisse |

## Bilan de la saison
| Tableau d'Honneur                 |                         |
| Compétition                       | Vainqueur               |
| Championnat de Suisse de football | FC Lugano               |
| Coupe de Suisse de football       | Grasshopper-Club Zurich |

| Promotions et relégations |                              |
| Promus                    | FC Zurich Cantonal Neuchâtel |
| Relégués                  | -                            |

## Statistiques

### Meilleur buteur
- Alessandro Frigerio, FC Lugano, 26 buts